# Carbaryl
Carbaryl ist ein Insektizid aus der Klasse der Carbamate. Es wurde 1958 von Union Carbide unter dem Handelsnamen Sevin eingeführt. Anwendung findet es vor allem in der Landwirtschaft, Hausgärten und dem Waldschutz.

## Gewinnung und Darstellung
Carbaryl kann durch Reaktion von Methylisocyanat mit 1-Naphthol gewonnen werden:
Alternativ wird 1-Naphthol zuerst mittels Phosgen in einen Chlorkohlensäureester umgewandelt und dann mit Methylamin zur Zielverbindung umgesetzt:

## Eigenschaften
Carbaryl ist ein farbloser, in Wasser unlöslicher Feststoff. Er ist recht stabil gegenüber der Einwirkung von UV-Licht sowie bei Temperaturen unterhalb von 70 °C. Erst bei höheren Temperaturen in alkalischem Milieu erfolgt Zersetzung.

## Verwendung

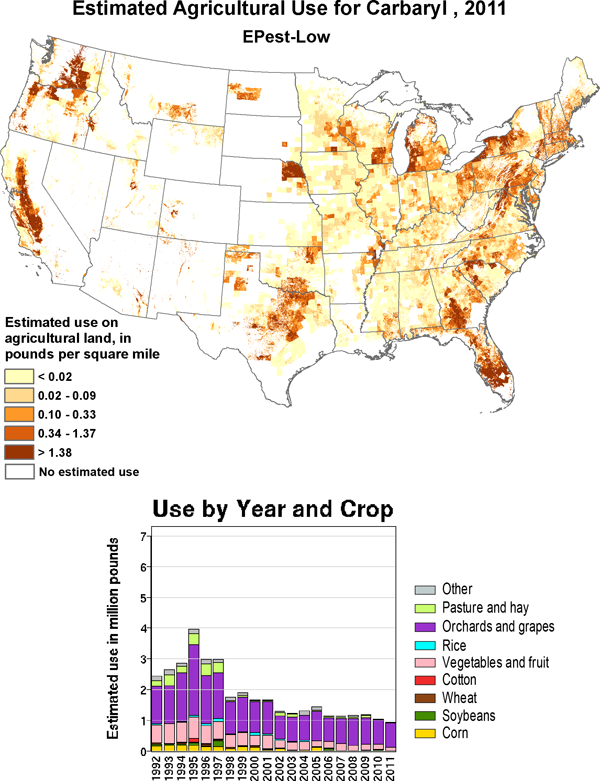
Geschätzte Ausbringungsmenge in den USA

Carbaryl wird gegen beißende und saugende Insekten im Baumwoll-, Reis-, Obst-, Gemüse- und Futterpflanzenanbau sowie im Veterinärbereich gegen Flöhe bei Hunden und Katzen eingesetzt. Der Wirkstoff besitzt auch eine ausdünnende Nebenwirkung.

## Zulassung
Carbaryl war zwischen 1971 und 1983 in der BRD und zwischen 1966 und 1990 in der DDR zugelassen. In der EU ist Carbaryl kein zulässiger Wirkstoff. Auch in der Schweiz sind keine Pflanzenschutzmittel mit diesem Wirkstoff zugelassen.

## Toxikologie
Die Giftwirkung von Carbaryl basiert auf einer Hemmung der Acetylcholinesterase. Daher kann das Gift in hoher Konzentration auch für den Menschen tödlich sein. Es scheint keine mutagenen Auswirkungen zu haben. Allerdings ist es als Insektizid nicht selektiv. Es tötet neben den Schädlingen auch viele nützliche Insekten und Crustaceen. So ist Carbaryl äußerst giftig für die Honigbiene und kann ganze Bienenvölker auslöschen, die in gespritzten Gebieten ihre Nahrung suchen.
Wird Carbaryl vom Körper aufgenommen, so wird es schnell metabolisch umgewandelt und mit dem Urin ausgeschieden.
Die erlaubte Tagesdosis beträgt 0,0075 mg/kg Körpergewicht, die akute Referenzdosis 0,01 mg/kg Körpergewicht und die annehmbare Anwenderexposition 0,01 mg/kg Körpergewicht und Tag.

## Geschichte
Das Union-Carbide-Werk in Bhopal produzierte vor dem Bhopal-Unglück Carbaryl nach dem Methylisocyanat-Verfahren.